# Phyllognathus excavatus
Phyllognathus excavatus (Forster, 1771) è un coleottero appartenente alla famiglia degli Scarabeidi (sottofamiglia Dynastinae, tribù Pentodontini). È molto simile allo scarabeo rinoceronte e condivide gli stessi ambienti naturali. Gli adulti, in genere, sfarfallano da maggio ad agosto.

## Descrizione

### Adulto

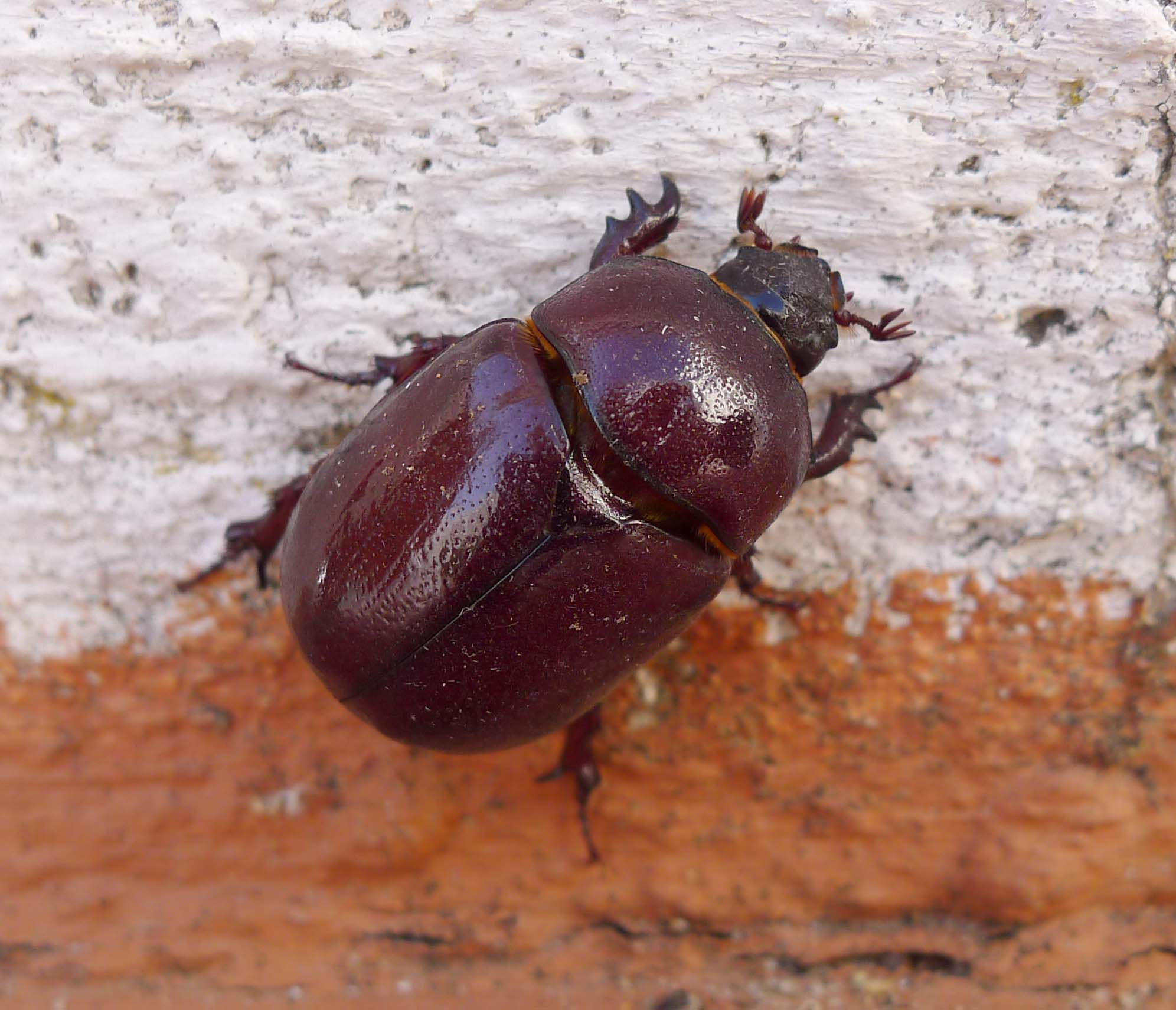
Esemplare femmina.

È un coleottero di medie dimensioni (18-20 mm di lunghezza).

Come tutti i membri della sottofamiglia Dynastinae, questo scarabeo ha un corpo robusto e tozzo e, come la maggior parte dei dinastini, presenta delle corna che usa nelle battaglie contro gli altri maschi. Questa particolarità permette di distinguerlo facilmente dagli altri pentodontini, che invece ne sono sprovvisti.

### Larva
La larva esce dall'uovo dopo un paio di settimane e comincia immediatamente a magiare materia organica in decomposizione. Esse sono della classica forma a "C" con testa e zampe sull'arancione-rossiccio. 

## Biologia
Generalmente, Phyllognathus excavatus resta rintanato di giorno e sfrutta il buio per cercare un compagno, volando radente al suolo. Sono spesso attratti dalle luci artificiali. È solitamente legato ad ambienti come la macchia mediterranea e la gariga.

### Riproduzione
La femmina depone le uova nel terreno. La larva continua a mangiare legno morto e marcio e altro materiale vegetale in decomposizione per circa 2 anni e mezzo, poi, nell'ottobre del terzo anno, si trasforma in pupa, stadio in cui svilupperà zampe, ali, organi sessuali e corna. A maggio esce l'adulto che darà il via a un nuovo ciclo.

## Distribuzione e habitat
Phyllognathus excavatus è presente in Nord Africa, Europa meridionale e Asia. Si trova anche in Italia e al sud lo si può incontrare anche nelle regioni interne mentre al nord solo lungo le coste.